# Funivia di Grenoble Bastille
La funivia di Grenoble Bastille è stata inaugurata il 29 settembre 1934 nella città di Grenoble in Francia. Il percorso inizia al centro della città e finisce al forte de la Bastiglia.

## Cifre
- Dislivello: 266 m. (Altitudini 216m. - 482 m.)
- Lunghezza della pista: 700 m
- Velocità: da 0 a 6 m/s
- Tempo di percorrenza: variabile, tra il 3 e 4 minuti
- 1 pilone 23,5 m. , situato a due terzi del percorso dal basso
- Potenza: 254 cv (187 kW)
- Aperto 4 000 ore all'anno (media di funivia francese: 1 200 ore)
- Frequentatori: 277 202 utenti nel 2008, 290 000 utenti nel 2009, 325 000 utenti nel 2011.